# Dolomites ampezzanes
Les Dolomites ampezzanes (Ampezzaner Dolomiten en allemand) sont un groupe de chaînons montagneux des Dolomites orientales surplombant la vallée du Boite, le val d'Ansiei, le haut val d'Oten et plus généralement le bassin d'Ampezzo. Elles sont principalement situées dans le parc naturel des Dolomites d'Ampezzo.
Depuis 2009, les Dolomites ampezzanes sont en grande partie classées au patrimoine mondial de l'UNESCO car faisant partie des Dolomites.

## Toponymie
Leur nom est lié au territoire d'Ampezzo dont la localité de Cortina d'Ampezzo est le point central voisinant avec les localités de San Vito di Cadore et Auronzo di Cadore.

## Géographie
Les Dolomites ampezzanes sont situées dans la province de Belluno en région Vénétie. Leurs limites sont déterminées par les cols suivants : passo Cimabanche (au nord), col Sant'Angelo (au nord-est), Forcella Grande (au sud-est), Forcella Forada (au sud) et Forcella Bois (à l'ouest).
L'on y compte une kyrielle de cimes, d'antécimes et de pitons rocheux qui en font un des secteurs majeurs des Dolomites.
Elles comprennent le groupe du Cristallo, les Tofane, le groupe du Sorapiss, le groupe du Pomagagnon, le groupe du Nuvolau et le groupe du Croda da Lago. En fonction des classifications italiennes ou germanophones, il y a débat sur le fait que l'Antelao, deuxième sommet en altitude des Dolomites, fasse partie des Dolomites ampezzanes ou des Dolomites de Cadore.

### Sommets principaux[2]
- Tofana di Mezzo, 3 244 m (groupe du Tofane).
- Tofana di Rozes, 3 225 m (groupe du Tofane).
- Monte Cristallo, 3 221 m (groupe du Cristallo).
- Punta Sorapiss, 3 205 m (groupe du Sorapiss).
- Cima di Mezzo, 3 154 m (groupe du Cristallo).
- Piz Popena, 3 152 m (groupe du Cristallo).
- Cima d’Ambrizzola, 2 715 m (groupe du Croda da Lago).
- Monte Averau, 2 649 m (groupe du Nuvolau).
- Croda del Pomagagnon, 2 450 m (groupe du Pornagagnon).
- Cinque Torri, 2 361 m (groupe du Nuvolau).

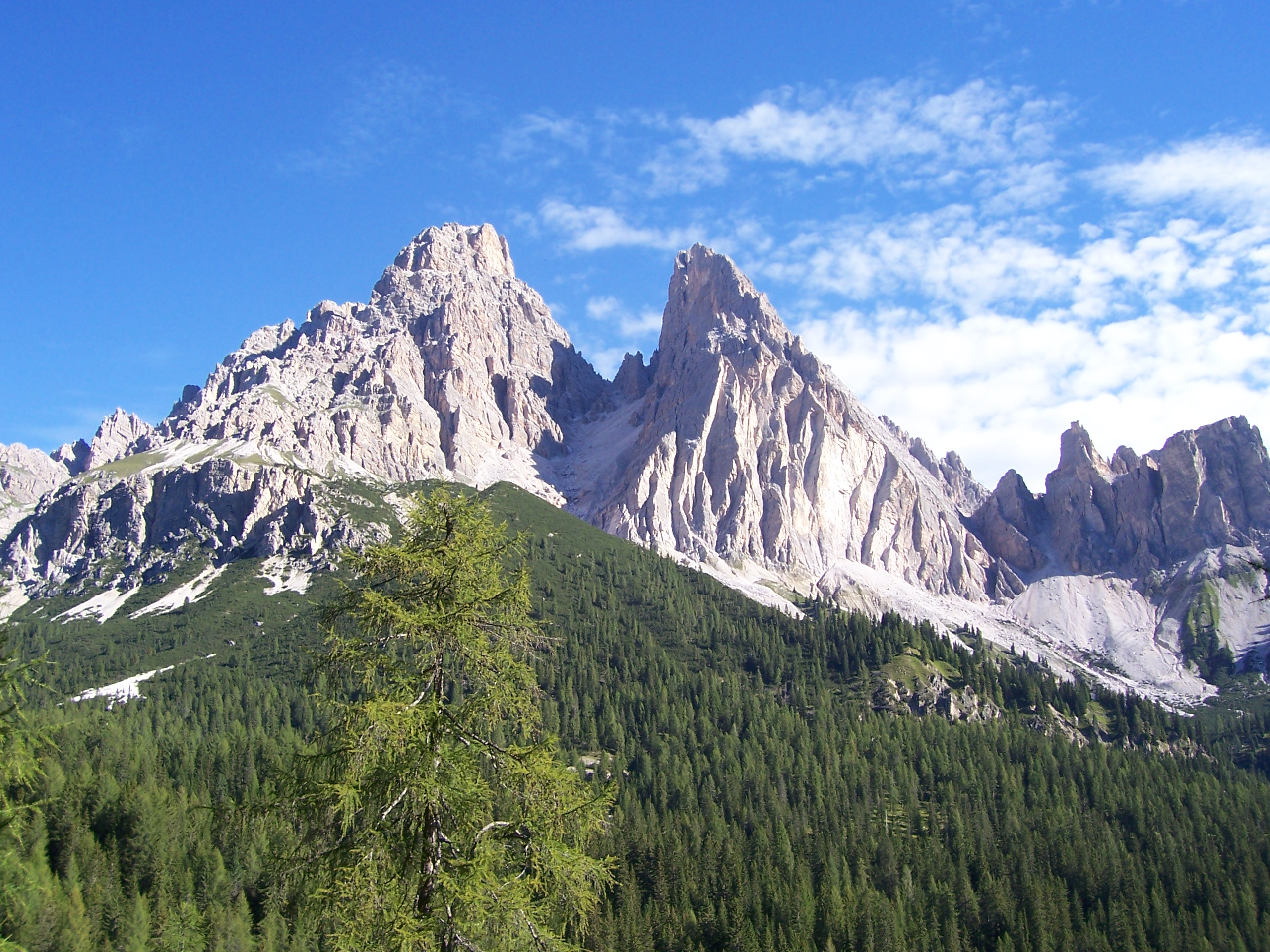
Le Monte Cristallo.
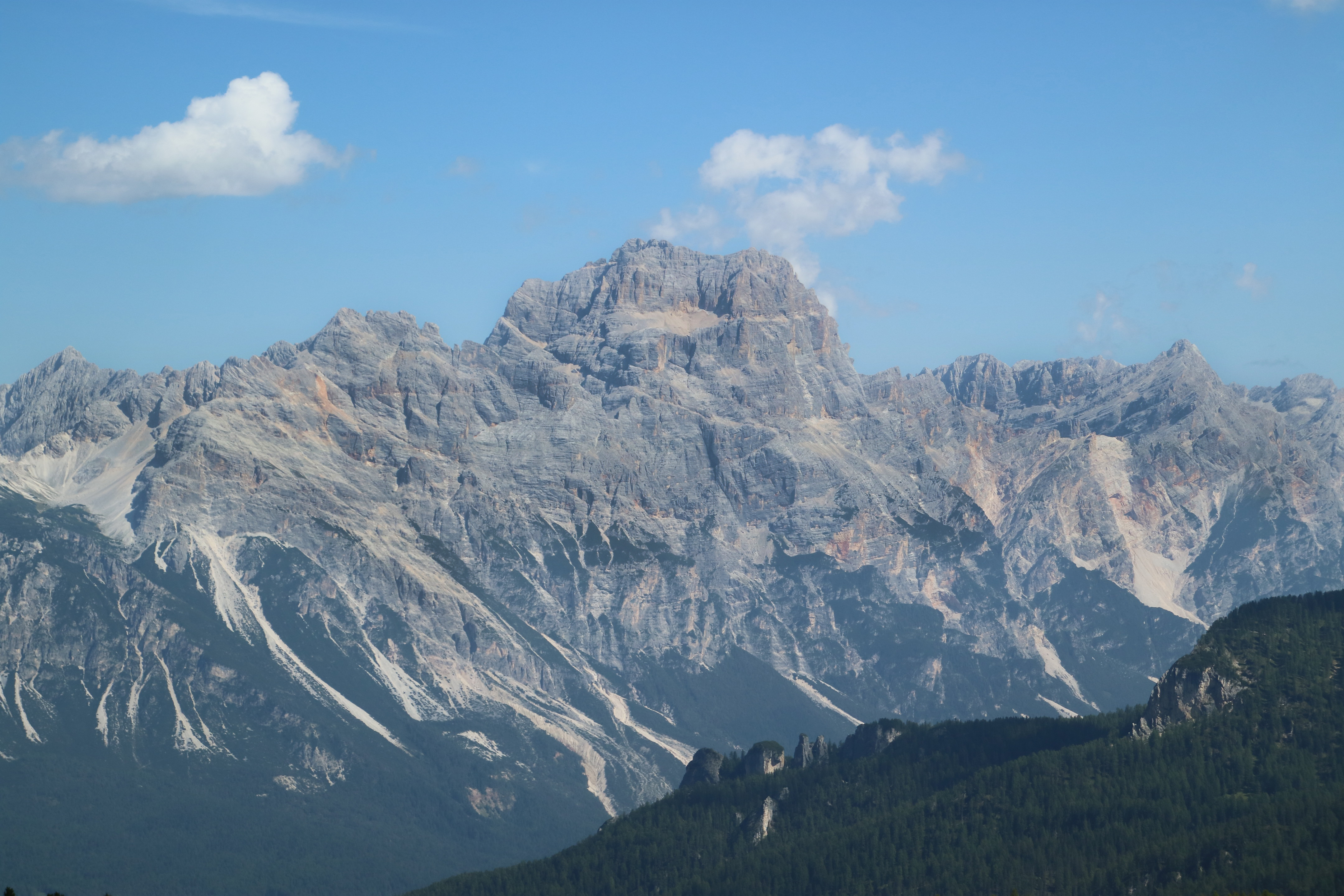
Punta Sorapiss
La Tofana di Rozes et les Cinque Torri.
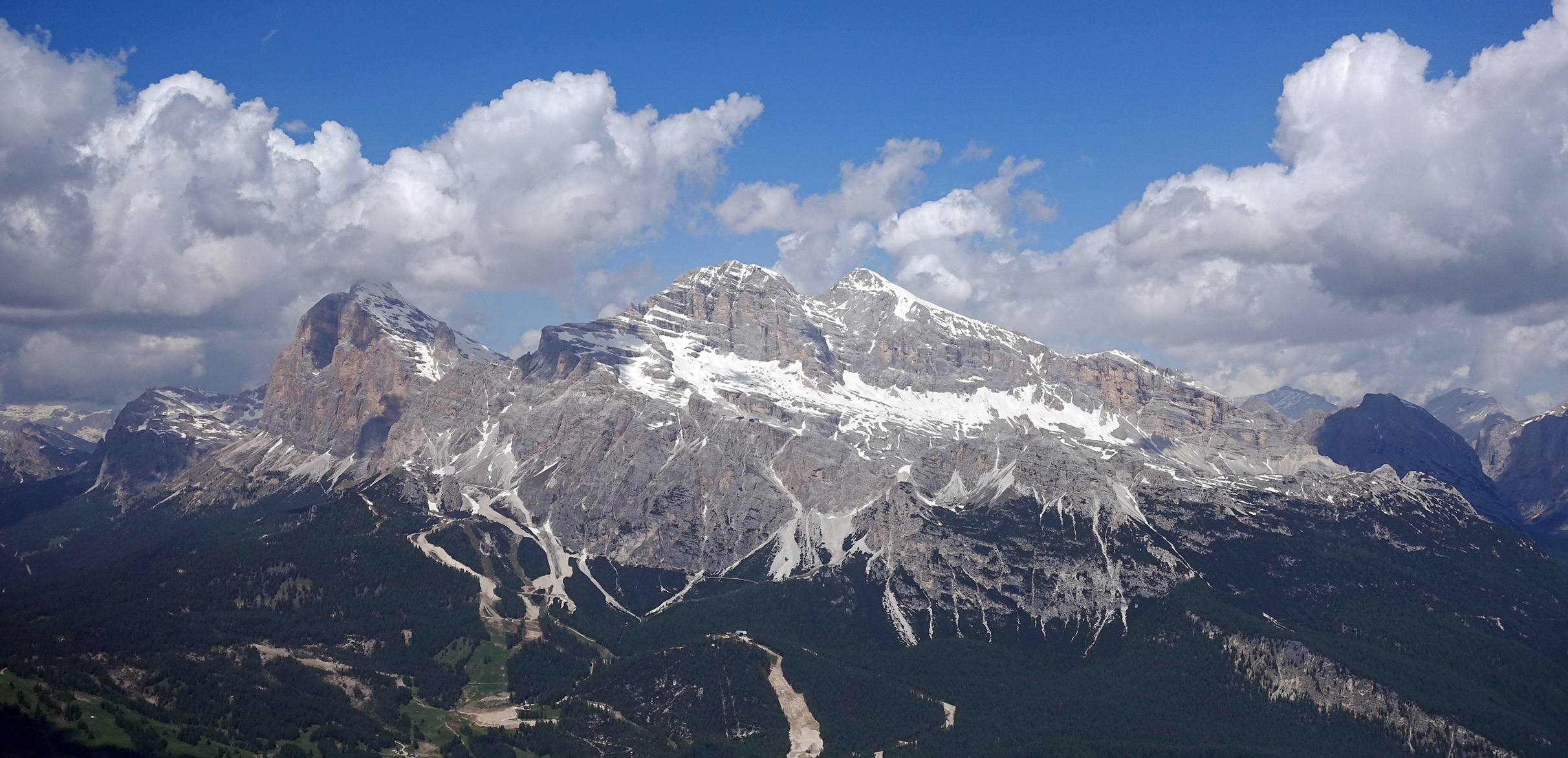
Massif des Tofane.
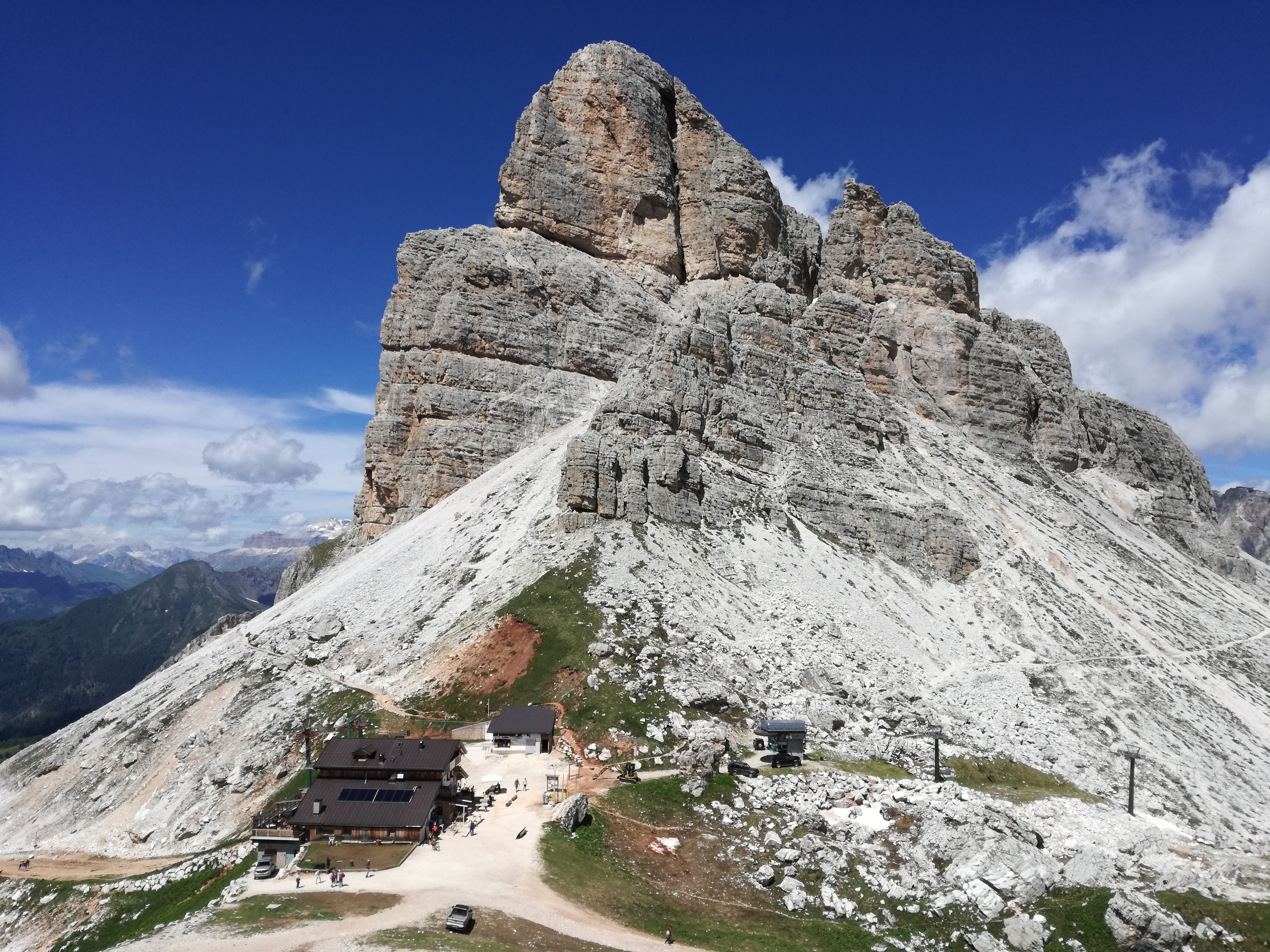
Le Monte et la Forcella Averau.
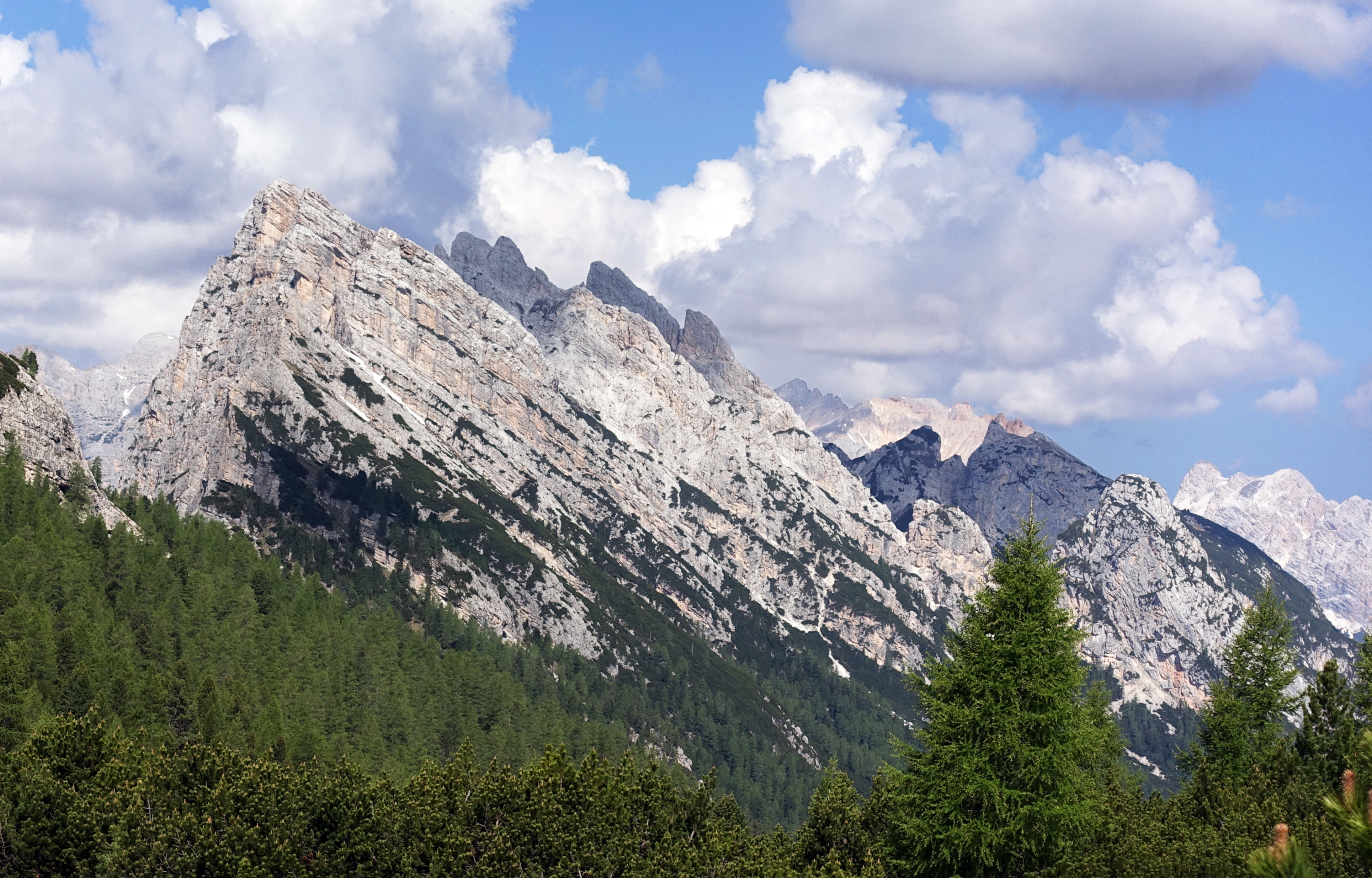
Le groupe du Pomagagnon.